# Улица Арама (Ереван)
Улица Арама (арм. Արամի փողոց) — улица в центральной части Еревана, (Республика Армения).  
Улица носит имя политического деятеля Первой Республики Армении Арама Манукяна, который в период с 1918 по 1919 год занимал посты министра внутренних дел, труда и обороны.
Улица Арама идёт от улицы Ханджяна и заканчивается у Проспекта Месропа Маштоца. 
Участок от пересечения с улицей Ханджяна до пересечения с улицей Анрапетутян занимает самый большой сувенирный и блошиный рынок Еревана — Вернисаж. 
Одна из старейших улиц современного Еревана.

## История

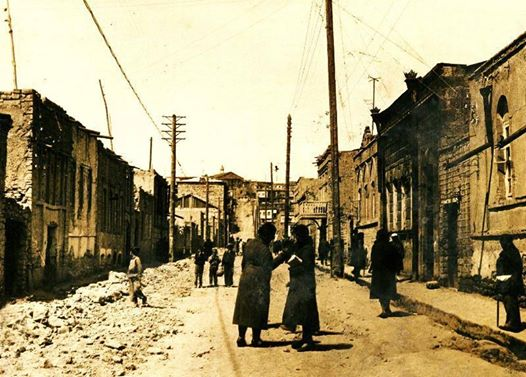
Улица Арама в 1919 году

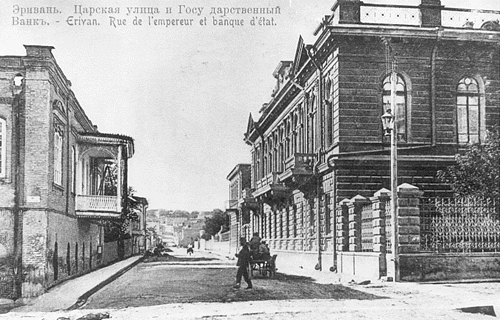
Улица Арама в 1922 году

Улица была открыта в 1837 году и называлась Царской в честь царя Николая I, посетившего город в то время. В годы правления Армянской Революционной Федерации (АРФ) улица называлась Азатутян. В советское время носила имя Спандаряна.
Является одной из старейших улиц современного Еревана и одной из немногих, на которых сохранились досоветские здания. Однако центральное расположение улицы делает её привлекательной для инвесторов, которые в 2000-е годы покупали земли и здания на улице Арама и разворачивали там строительные работы, что привело к массовому уничтожению исторической застройки. Сохранилось лишь несколько построек, в основном на участке от улицы Абовяна до проспекта Маштоца.
В прошлом улица продолжалась до улицы Сарьяна, но в 2014 году часть улицы была переименована в память Карена Демирчяна.

## Известные жители
На улице останавливался российский император Николай I.
Арам Манукян жил в доме № 9, который не сохранился, однако восстановление дома является частью программы «Новый Ереван».

## Объекты
На улице Арама находятся следующие объекты:

д. 1 — Музей литературы и искусства имени Егише Чаренца

д. 44 — Институт философии, социологии и права НАН РА
- Один из корпусов правительственных зданий
- Национальный музей-институт архитектуры имени А. Таманяна[5]
- Парк хачкаров и памятник Гарегину Нжде
- Станция метро «Площадь Республики»

Улица является одной из границ ереванского Вернисажа.

## Транспорт
Улица является односторонне-транспортной, с двумя полосами. Улица закрыта для автобусов и других видов общественного транспорта.
На улице находится станция метро площадь Республики.

## Галерея

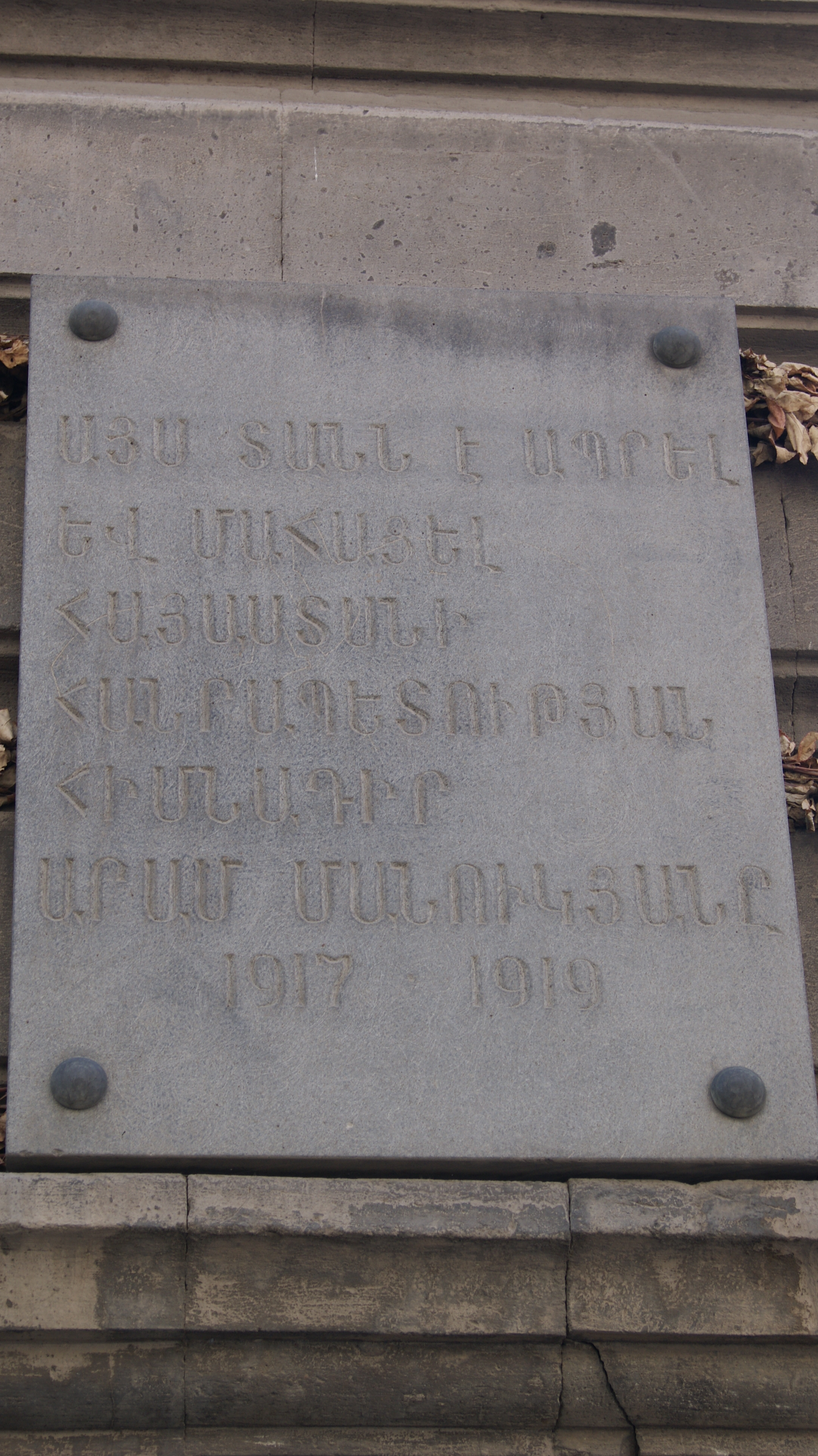
Мемориальная доска Манукяну, ул. Арама, 9
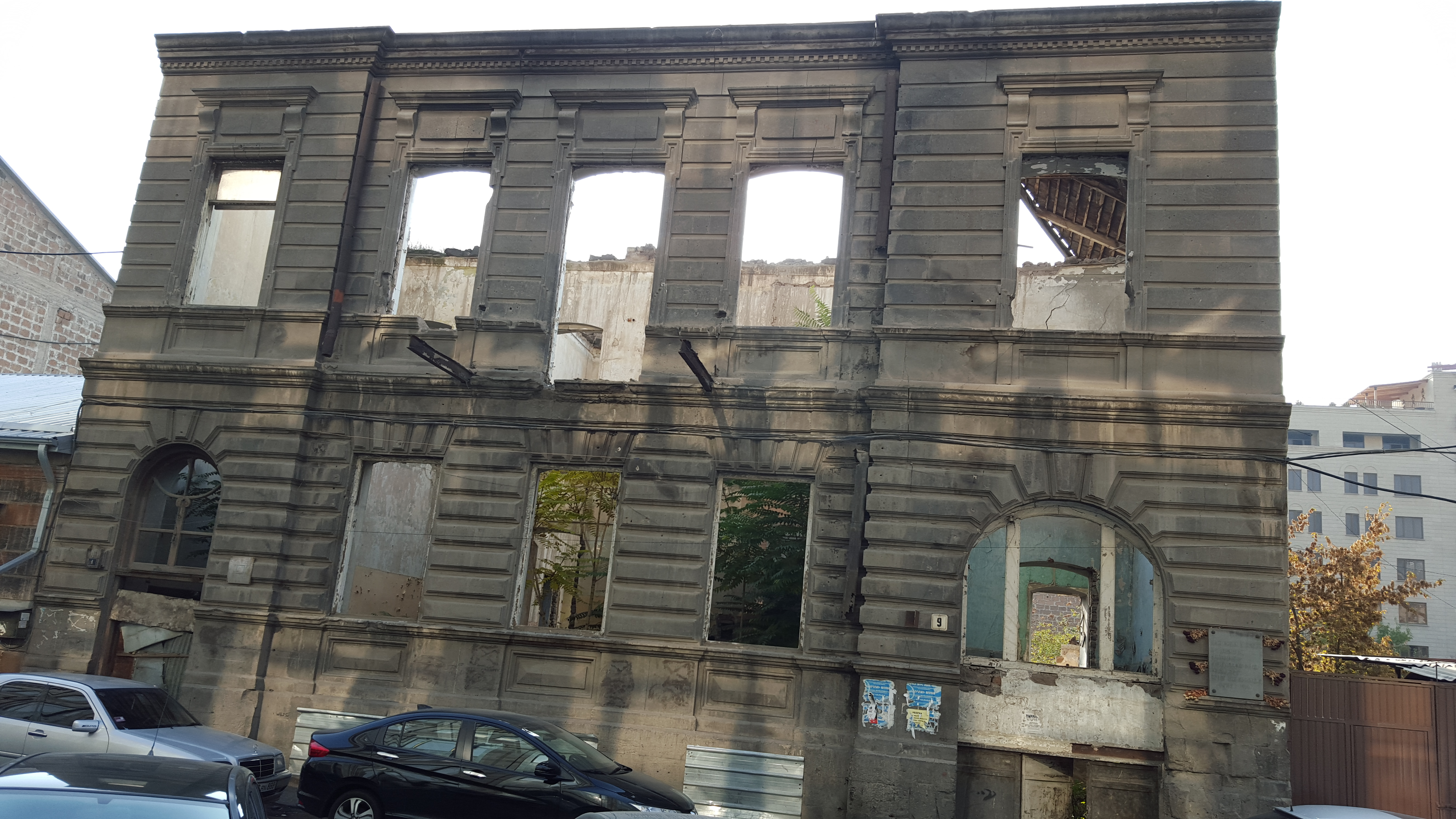
Памятник архитектуры (утрачен в 2000-е годы)
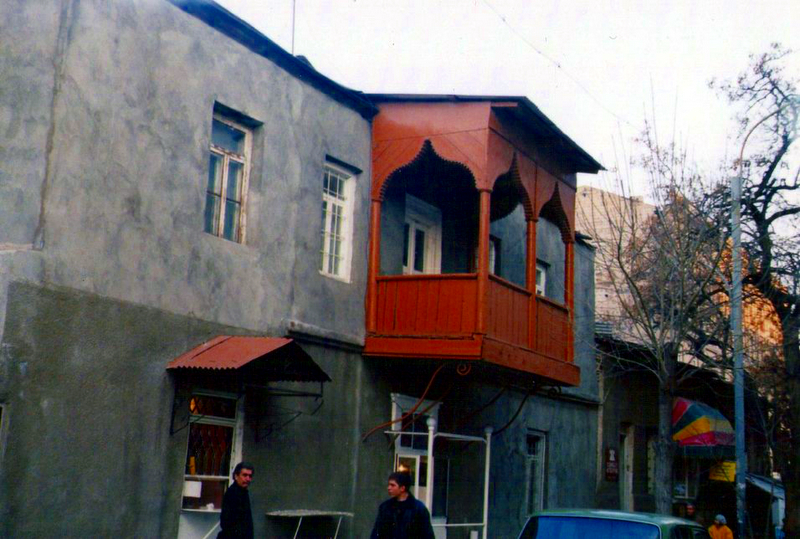
Дом Кристапора Тер-Казаряна, 2001 год
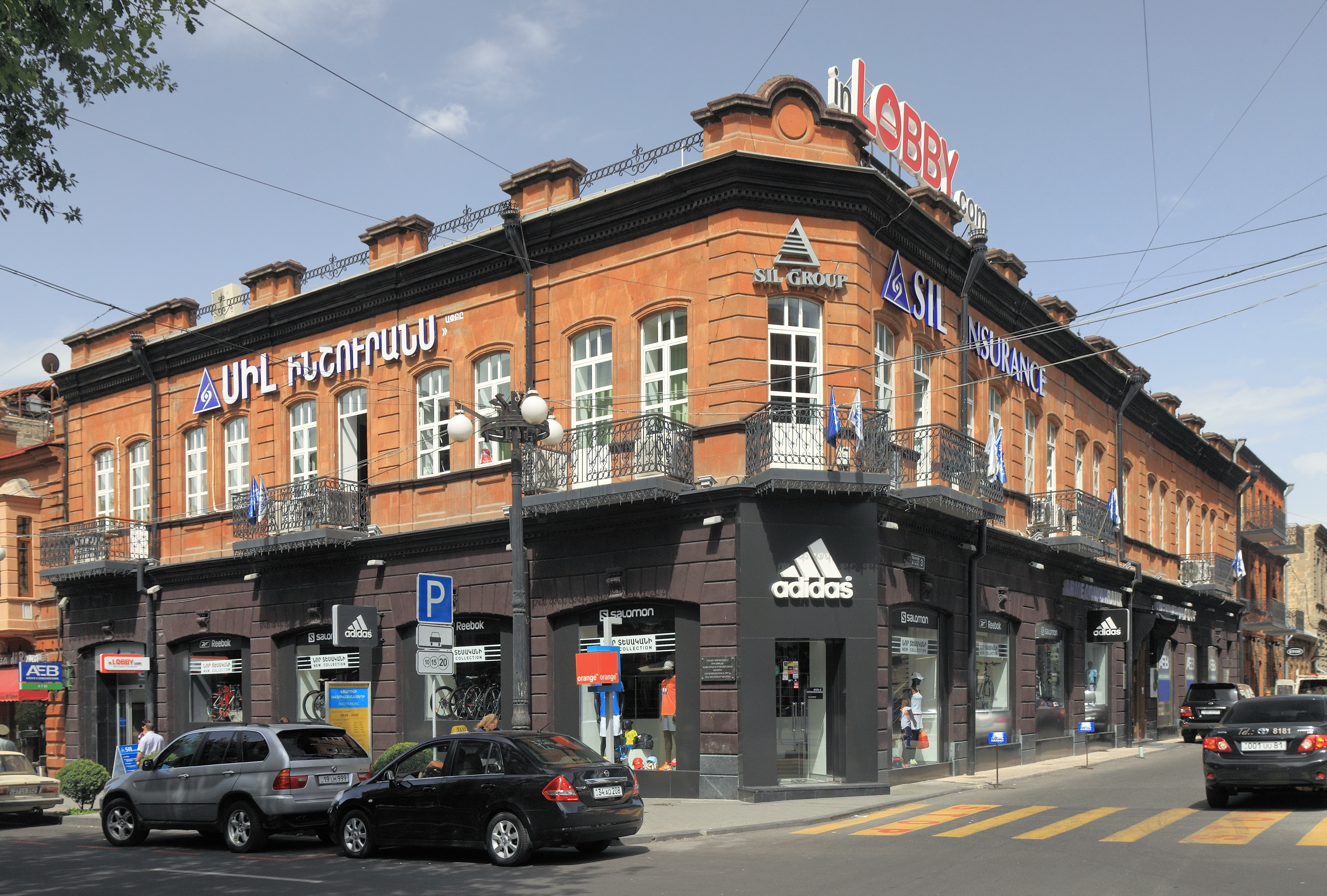
Дом Софи Мелик-Оганджаняна
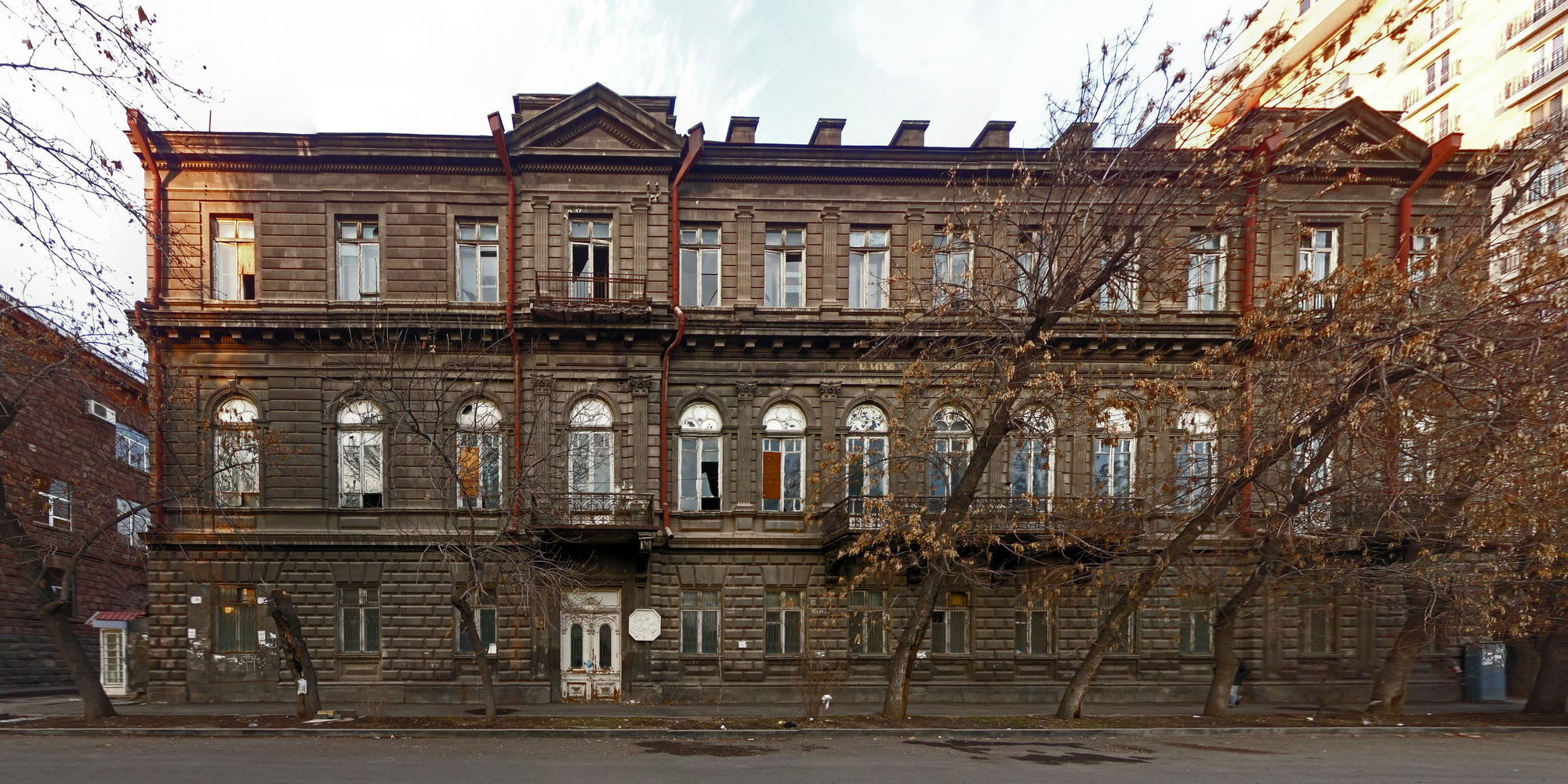
Здание старого банка
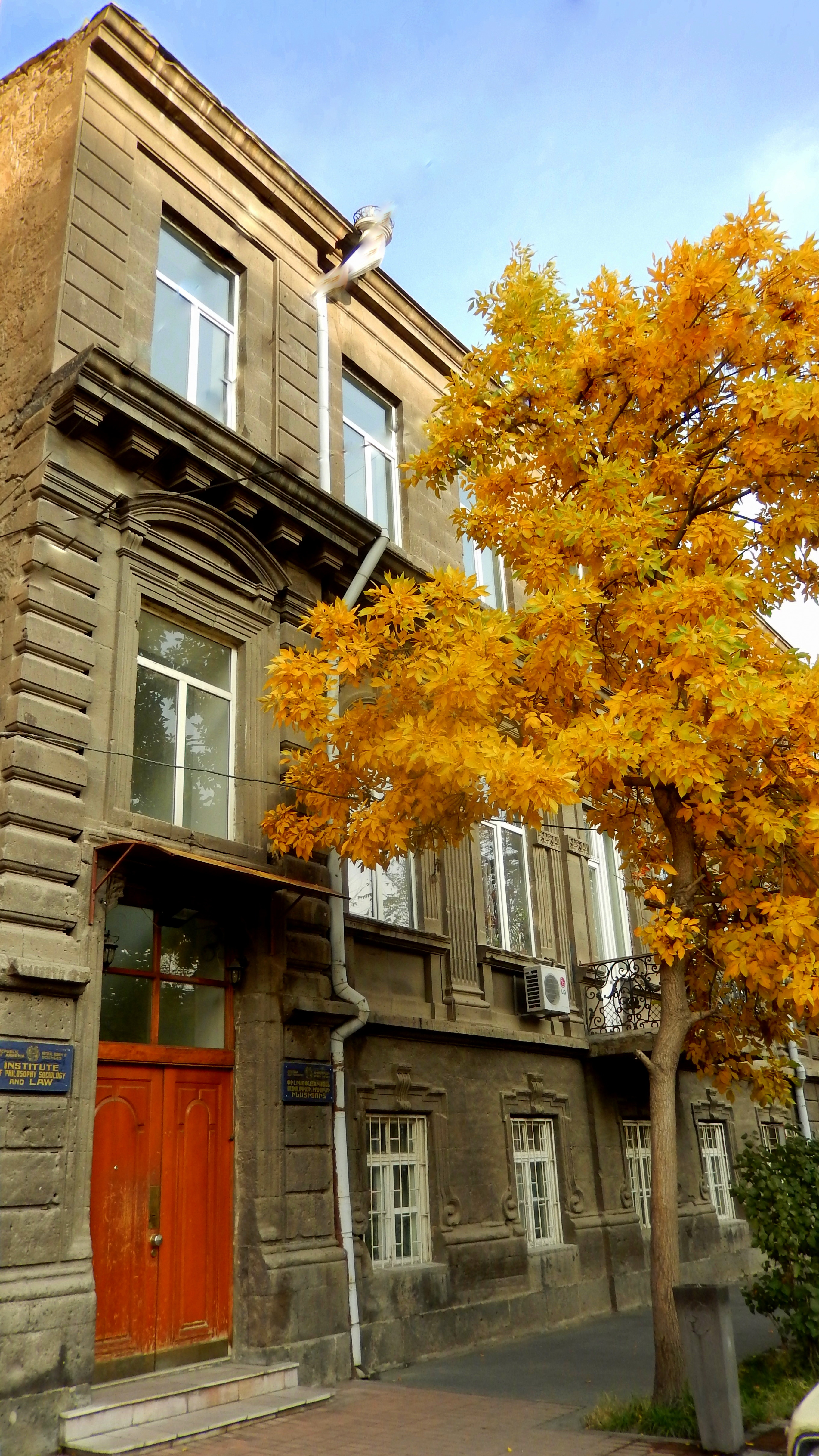
Институт философии, социологии и права
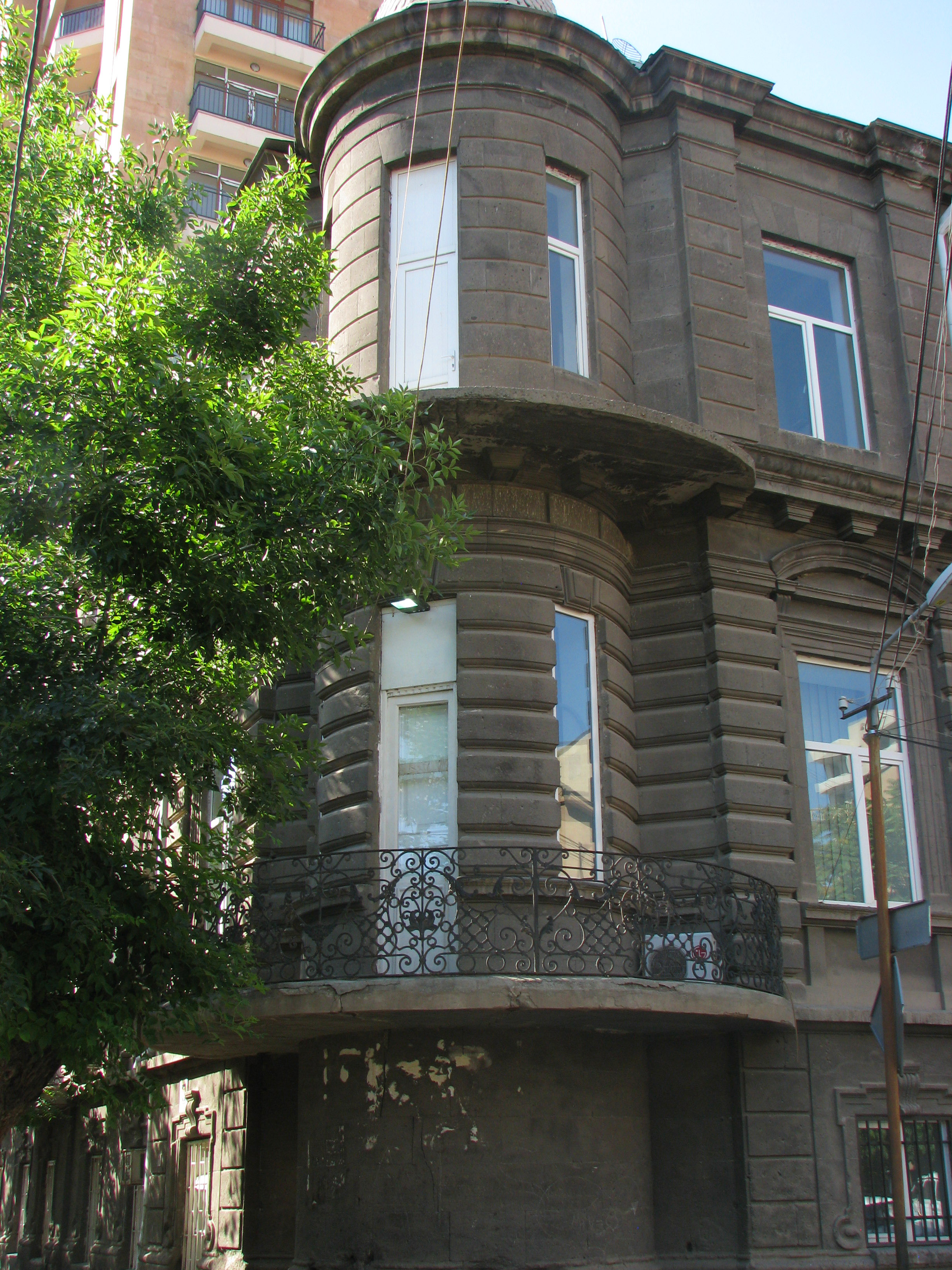
Здание старой застройки
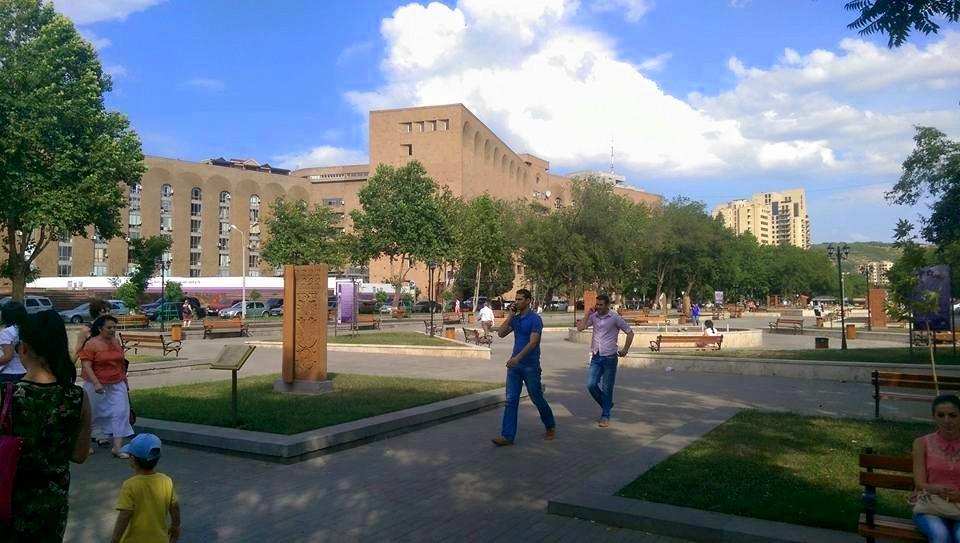
Парк хачкаров. На заднем плане — Правительственное здание № 3
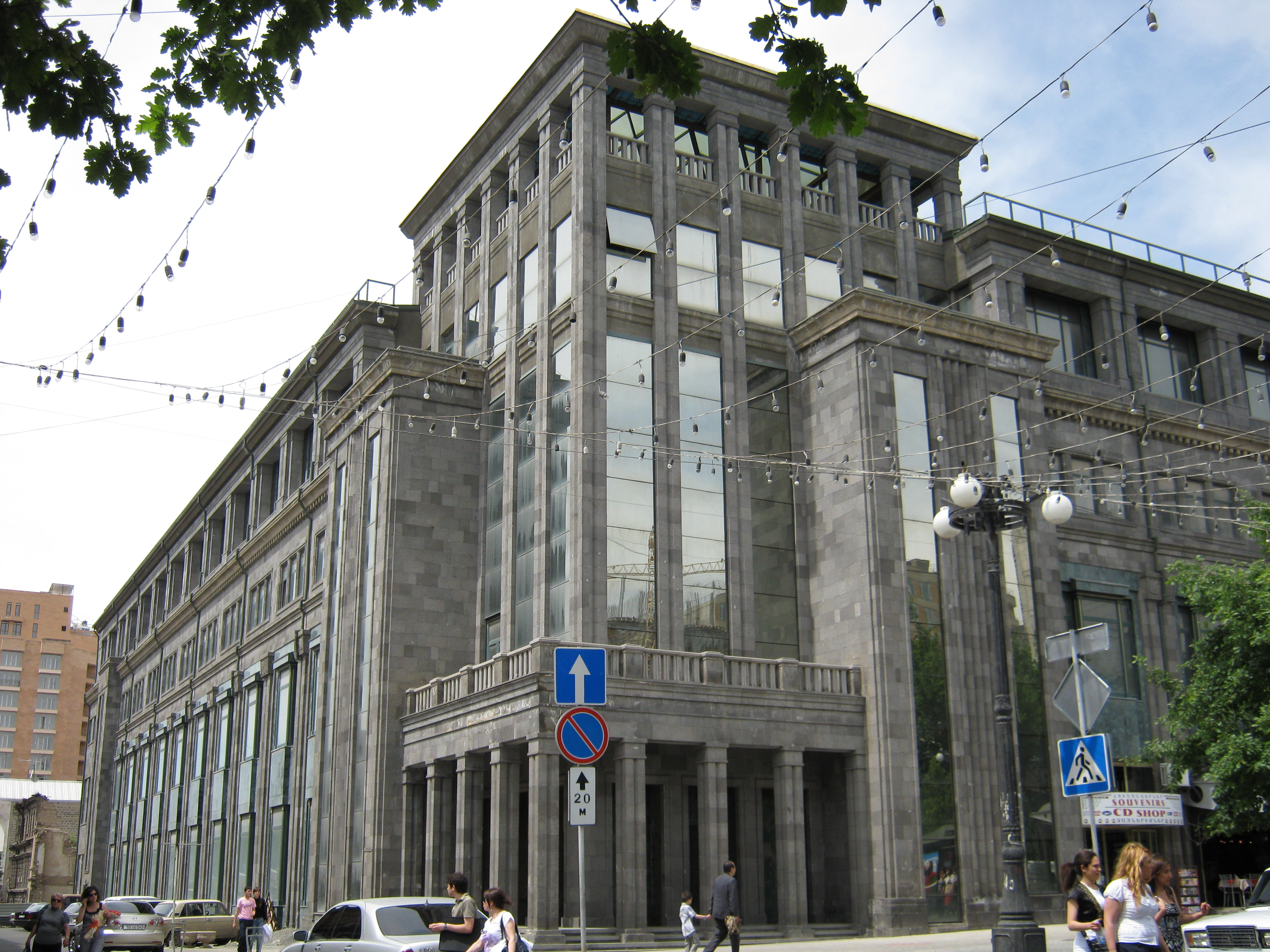
Торговый центр
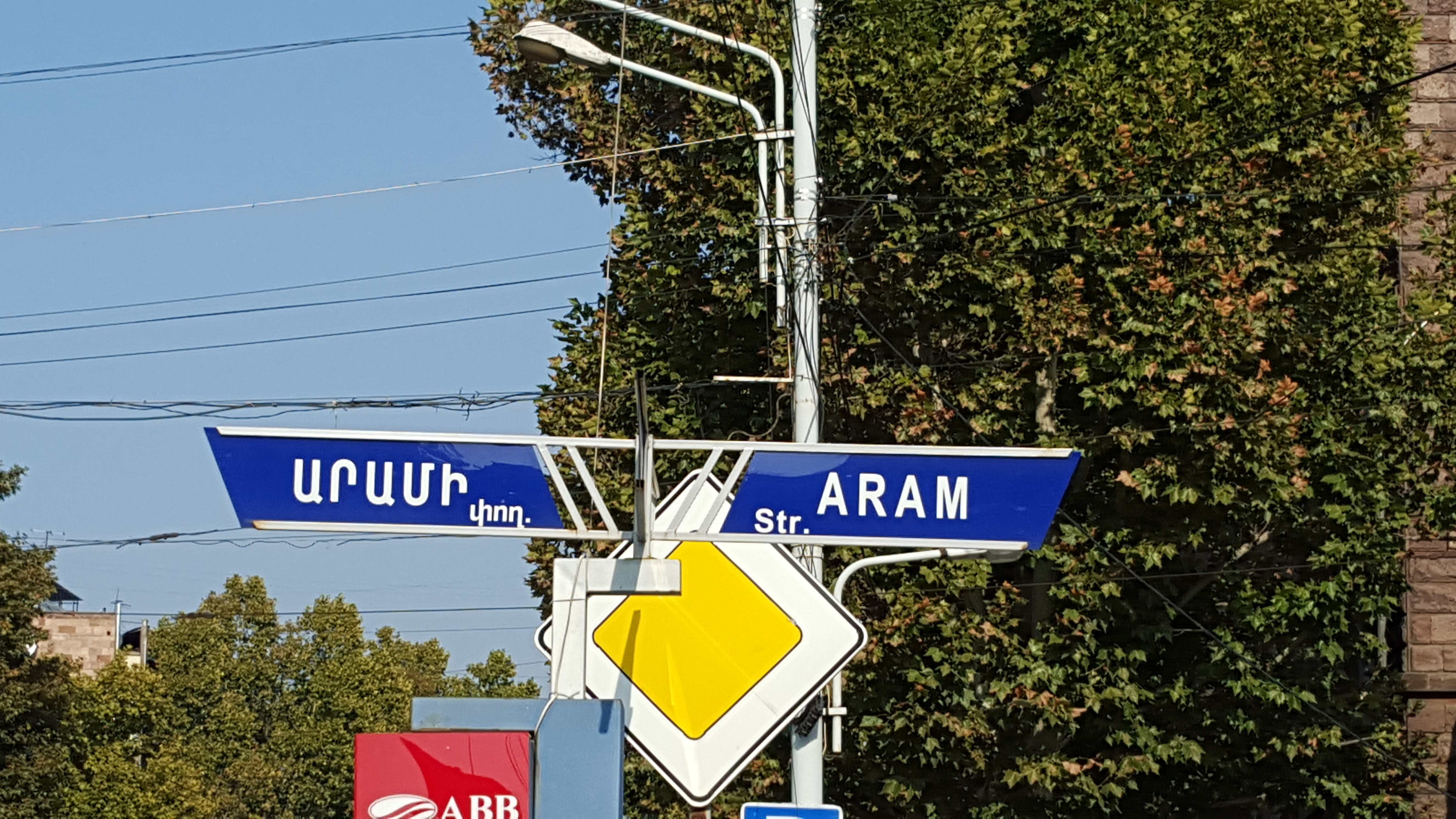
Дорожный знак улицы Арама
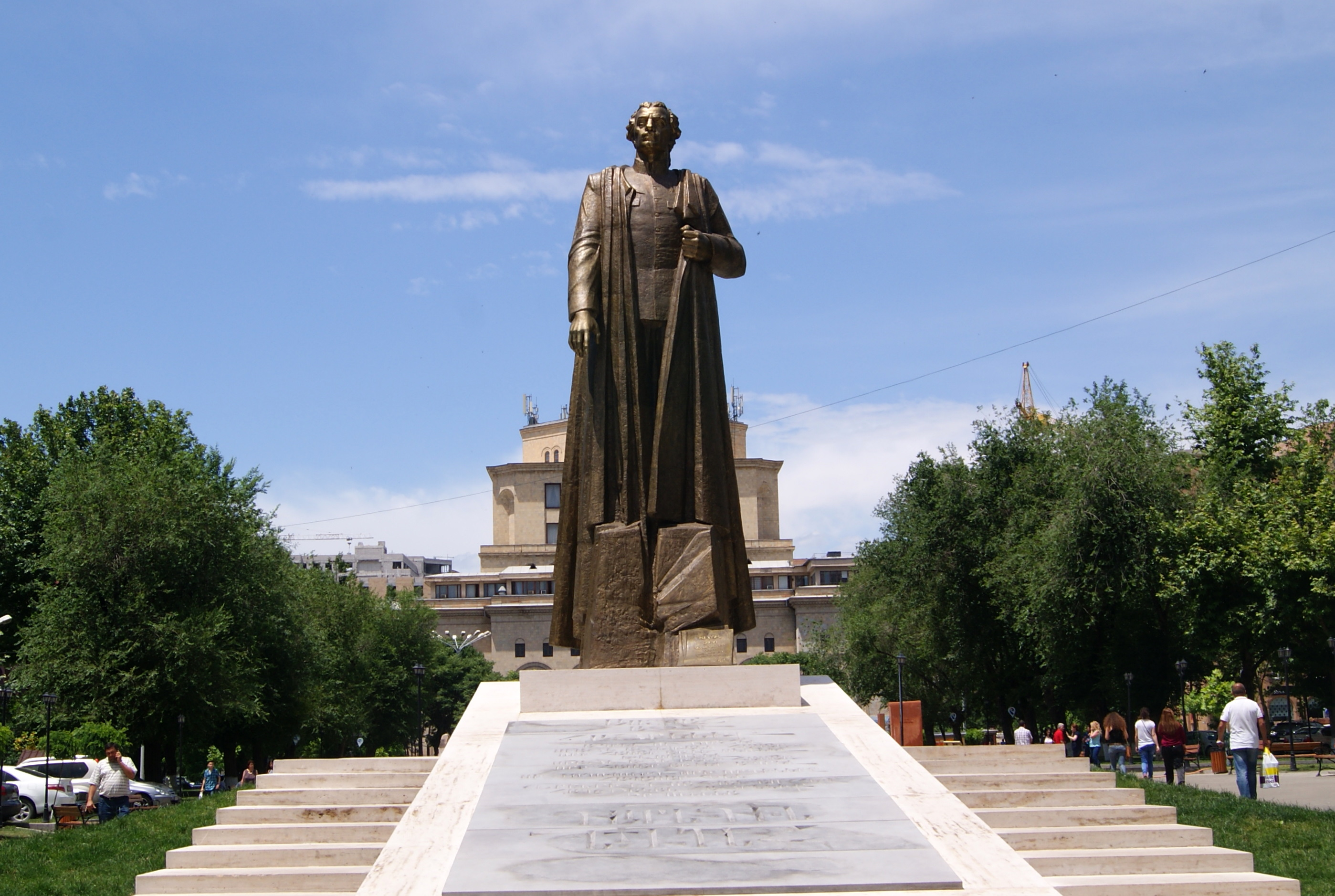
Памятник Гарегину Нжде
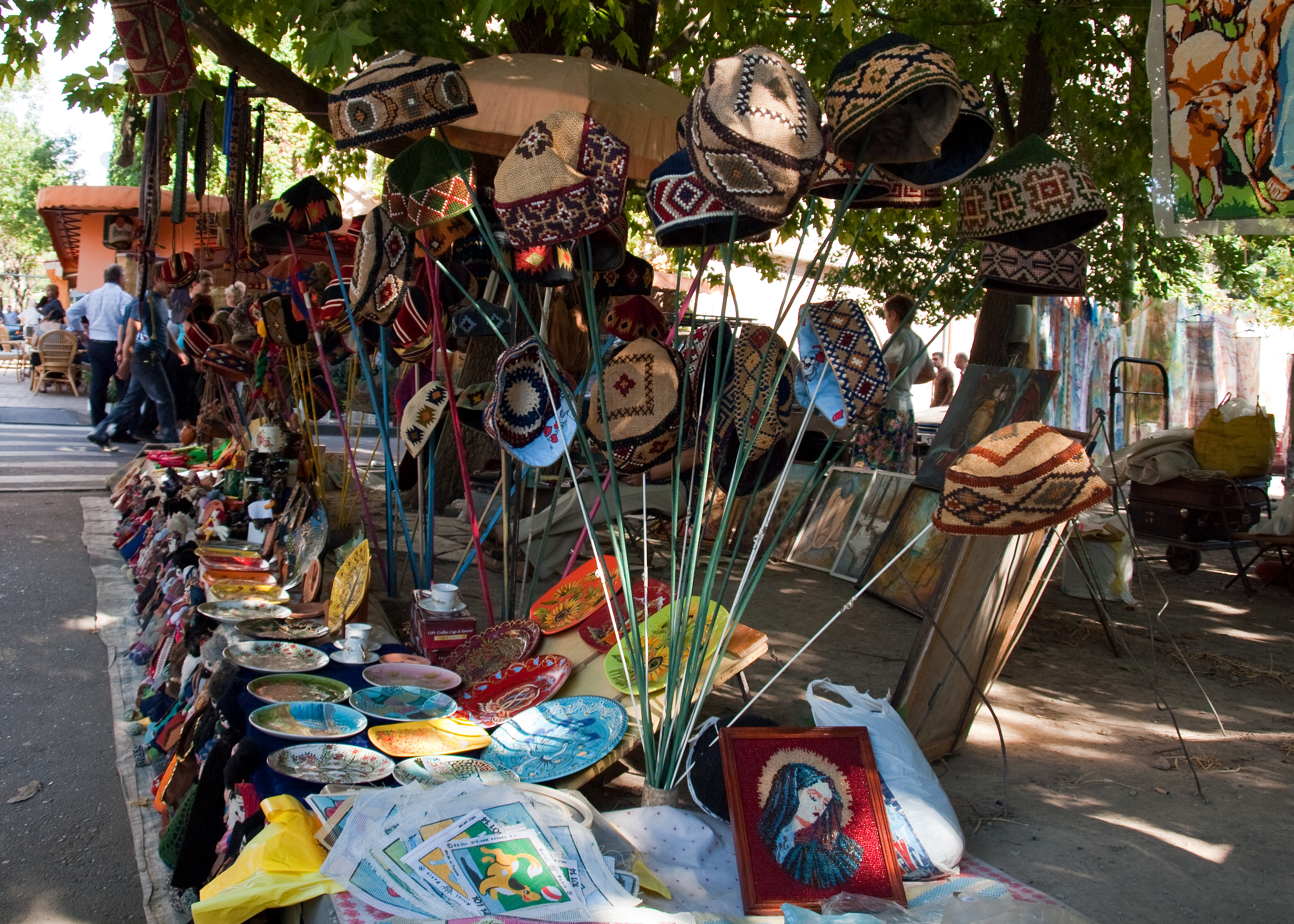
Вернисаж